# Draft d'expansion 1999 de la NFL
1995 2002
La draft d'expansion 1999 de la NFL est une draft d'expansion de la National Football League (NFL) dans laquelle une nouvelle franchise, les Browns de Cleveland, choisit ses premiers joueurs, trois années après la délocalisation de son équipe historique à Baltimore de façon controversée. L'événement se déroule le 9 février 1999, après la fin de la saison 1998. La 31e franchise de la NFL a la possibilité de recruter les joueurs que les autres équipes n'ont pas protégé. Au total, 150 joueurs sont disponibles à la sélection. Les Browns ont la possibilité de sélectionner entre 30 et 42 joueurs de la liste parmi lesquels quatre joueurs ont déjà été sélectionnés au Pro Bowl : trois joueurs des Redskins de Washington avec le cornerback Cris Dishman, le running back Terry Allen et le quarterback Gus Frerotte ainsi que le fullback des Cowboys de Dallas Daryl Johnston. Les Browns de Cleveland ont l'opportunité de sélectionner Kurt Warner, mais ne le choisisse pas. Warner remporte l'année suivante le Super Bowl comme quarterback titulaire des Rams de Saint-Louis.

## Sélections
| Sélection | Joueur                 | Position         | Équipe d'origine                   |
| --------- | ---------------------- | ---------------- | ---------------------------------- |
| 1         | Jim Pyne (en)          | Centre           | Jaguars de Jacksonville            |
| 2         | Hurvin McCormack (en)  | Defensive end    | Cowboys de Dallas                  |
| 3         | Scott Rehberg (en)     | Offensive tackle | Patriots de la Nouvelle-Angleterre |
| 4         | Damon Gibson (en)      | Wide receiver    | Bengals de Cincinnati              |
| 5         | Steve Gordon (en)      | Centre           | 49ers de San Francisco             |
| 6         | Tarek Saleh            | Linebacker       | Panthers de la Caroline            |
| 7         | Jeff Buckey (en)       | Offensive guard  | Dolphins de Miami                  |
| 8         | Damon Gibson (en)      | Long snapper     | Seahawks de Seattle                |
| 9         | Rod Manuel (en)        | Defensive end    | Steelers de Pittsburgh             |
| 10        | Lenoy Jones (en)       | Linebacker       | Titans du Tennessee                |
| 11        | Tim McTyer (en)        | Cornerback       | Eagles de Philadelphie             |
| 12        | Elijah Alexander (en)  | Linebacker       | Colts d'Indianapolis               |
| 13        | Pete Swanson (en)      | Offensive tackle | Chiefs de Kansas City              |
| 14        | Gerome Williams (en)   | Safety           | Chargers de San Diego              |
| 15        | Marlon Forbes (en)     | Safety           | Bears de Chicago                   |
| 16        | Justin Armour (en)     | Wide receiver    | Broncos de Denver                  |
| 17        | Paul Wiggins (en)      | Offensive tackle | Redskins de Washington             |
| 18        | Duane Butler (en)      | Safety           | Vikings du Minnesota               |
| 19        | Fred Brock (en)        | Wide receiver    | Cardinals de l'Arizona             |
| 20        | Kory Blackwell (en)    | Cornerback       | Giants de New York                 |
| 21        | Kevin Devine (en)      | Cornerback       | Jaguars de Jacksonville            |
| 22        | Raymond Jackson (en)   | Cornerback       | Bills de Buffalo                   |
| 23        | Jim Bundren (en)       | Offensive guard  | Jets de New York                   |
| 24        | Ben Cavil (en)         | Offensive guard  | Ravens de Baltimore                |
| 25        | Michael Blair (en)     | Running back     | Packers de Green Bay               |
| 26        | Antonio Anderson (en)  | Defensive tackle | Cowboys de Dallas                  |
| 27        | Orlando Bobo           | Offensive guard  | Vikings du Minnesota               |
| 28        | James Williams (en)    | Linebacker       | 49ers de San Francisco             |
| 29        | Scott Milanovich       | Quarterback      | Buccaneers de Tampa Bay            |
| 30        | Eric Stokes            | Safety           | Seahawks de Seattle                |
| 31        | Ronald Moore (en)      | Running back     | Dolphins de Miami                  |
| 32        | Clarence Williams (en) | Running back     | Bills de Buffalo                   |
| 33        | Freddie Solomon (en)   | Wide receiver    | Eagles de Philadelphie             |
| 34        | Brandon Sanders (en)   | Safety           | Giants de New York                 |
| 35        | Mike Thompson (en)     | Nose tackle      | Bengals de Cincinnati              |
| 36        | Jerris McPhail (en)    | Running back     | Lions de Détroit                   |
| 37        | Antonio Langham (en)   | Cornerback       | 49ers de San Francisco             |